# Lewiške šahovske figure
Lewiške šahovske figure (norveško Lewisbrikkene, škotska gelščina Fir-Tailisg, škotsko Lewis chesmen) ali Uig chessmen, imenovane po otoku oziroma zalivu, kjer so bile najdene, so skupina značilnih šahovskih figur iz 12. stoletja, skupaj z drugimi igralni elementi, ki so večinoma izrezljani iz slonovine mrožev. Odkrite leta 1831 na polotoku Lewis v Zunanjih Hebridih na Škotskem , lahko predstavljajo nekaj redkih popolnih, ohranjenih srednjeveških šahovskih sklopov, čeprav ni jasno ali je z kosov mogoče sestaviti prvotno narejen komplet. Ko so našli šah, je bilo v kupu 93 artefaktov: 78 šahovskih kosov, 14 iger na deski in ena zaponka. Danes je 82 kosov v lasti in razstavljenih v Britanskem muzeju v Londonu, preostalih 11 pa je v Narodnem muzeju Škotske v Edinburgu.

## Izvor
Britanski muzej trdi, da so bile šahovske figure narejene v Trondheimu na Norveškem v 12. stoletju, čeprav so nekateri znanstveniki predlagali druge nordijske države. V tem obdobju so Zunanjim Hebridom skupaj z drugimi glavnimi skupinami škotskih otokov vladali Norvežani.
Po mnenju dr. Alexa Woolfa, direktorja inštituta za srednjeveške študije univerze St. Andrews, obstajajo razlogi za prepričanje, da so bili deli iz Trondheima:
- zlomljena dama v podobnem slogu je bila odkrita pri izkopavanju nadškofove palače - zdelo se je, da je bil kos zlomljen, ko je bil izdelan.
- prisotnost bogatih ljudi v Trondheimu, ki so lahko plačali obrtnike za kakovostne šahovske figure.
- podobna rezbarija v  Nidarosovi stolnici v Trondheimu.
- izkop ščita v obliki zmaja v Trondhejmu, ki je podoben ščitu na nekaterih figurah in kralju podobni obliki, ki je na otoku Hitra v bližini ustja Trondheimskega fjorda. Woolf pravi, da ima ščit, ki ga nosijo šahovske figure, »popolno« reprodukcijo orožja, ki so ga takrat nosili na Norveškem.[5]

Islandska Gudmundur Thorarinsson in Einar Einarsson sta predlagala, da šahovske figure izvirajo iz Islandije, saj so se šele na Islandiji škofje takrat imenovali škofje, medtem ko so v drugih državah uporabljali ime, ki ni bilo povezano s cerkvijo. Nadalje trdijo, da so jih izrezljali umetniki, znani kot Margret Adroit. Vendar pa to izpodbijata Woolf, ki pravi, da  uporaba škofa izvira iz Anglije in norveški šahovski zgodovinar in član združenja Morten Lilleøren  Ken Whyld .
Nekateri zgodovinarji verjamejo, da so bile lewiške šahovske figure skrite (ali izgubljene) po nekaj nesrečah med prevozom iz Norveške v bogate norveške kraje na vzhodni obali Irske, kot je Dublin. Veliko število kosov in njihova neobrabljenost lahko nakazujejo, da so bili last trgovca. Skupaj s šahovskimi predmeti je bilo 14 navadnih okroglih koščkov za namizno igro in ena sponka za pas, vse narejeno iz slonovine, kar je skupno 93 artefaktov.

## Opis
Skoraj vsi deli v zbirki so izrezljani iz slonovine mroža, nekaj pa iz zob kitov. 78 kosov sestavlja 8 kraljev, 8 dam, 16 lovcev, 15 skakačev, 12 trdnjav in 19 kmetov. Višine kmetov so v razponu od 3,5 do 5,8 cm, ostalih pa med 7 in 10,2 cm. Čeprav je 19 kmetov (celoten niz jih potrebuje 16), imajo največji obseg velikosti vseh delov, kar je nakazovalo, da 78 kosov lahko pripada vsaj petim nizom.  Vsi deli so skulpture človeških figur, z izjemo kmetov, ki so manjše, geometrijske oblike. Skakači so nameščeni na precej pomanjšanih konjih in prikazani so s kopji in ščiti. Trdnjave so stoječi vojaki ali pazniki, ki imajo ščite in meče; štiri trdnjave so prikazane kot divji berserkerji, ki grizejo svoje ščite od besa. Na nekaterih kosih so našli sledi rdečih madežev, kar kaže na to, da sta bila rdeča in bela uporabljena za razlikovanje obeh strani, ne pa črno-belo kot v sodobnem šahu. 
Znanstveniki so opazili, da so figure s svojimi izbočenimi očmi in mračnimi izrazi imele izrazit komični značaj. To še posebej velja za eno trdnjavo z zaskrbljenim, obrnjenim pogledom (spredaj desno na prvi sliki spodaj, poleg dame) in berserkerji, ki grizejo svoje ščite, ki so jih imenovali »nepremagljivo komični za sodobno občinstvo«. Vendar pa se domneva, da komični ali žalostni izrazi niso bili namenjeni ali zaznani kot taki s strani ustvarjalcev, ampak so prikazovali moč, žilavost ali, v primeru dam, ki držijo glave z roko in na videz razmišljajo, »razmišljanje, odmev in morda modrost«.

## Odkritje
Šahovske figure so bile odkrite v začetku leta 1831 na peščenem bregu na ustju Camas Uig na zahodni obali polotoka Lewis v Zunanjih Hebridih na Škotskem. Obstajajo številne lokalne zgodbe o njihovem prihodu in sodobnem odkritju na Lewisu.
Malcolm "Sprot" MacLeod (škotska gelščina Calum in Sprot) iz bližnjega okrožja Pennydonald je odkril zlato jamo v majhnem kamnitem ruševju v sipini, jih na kratko razstavil v svojem skednju in jih prodal kapetanu Rodericku Ryrieju. Nekdo je poročal, da je bila krava tista, ki je dejansko odkrila figure. Po tem, ko je leta 1844 polotok Lewis odkupil sir James Matheson, so bili Malcolm Macleod in njegova družina izseljeni, okrožje pa se je spremenilo v ovčerejsko farmo.

## Razstava in lastništvo
Razstavili so jih na srečanju Društva starinarjev Škotske 11. aprila 1831. Šahovske figure so kmalu po razdelitvi, pri čemer jih je 10 kupil Charles Kirkpatrick Sharpe, druge (67 šahovskih in 14 namiznih) pa Britanski muzej v Londonu.
Kirkpatrick Sharpe je pozneje našel še enega lovca in ga dodal v svojo zbirko enajstih in jih kasneje prodal lordu Londesboroughškemu. Leta 1888 so bile figure spet prodane, toda tokrat je bil kupec Društvo starinarjev Škotske, ki je podaril primerke Kraljevskem škotskem muzeju v Edinburgu. Enajst jih je zdaj na ogled v Narodnem muzeju na Škotskem.
Od delcev, ki jih hrani Britanski muzej, jih je večina mogoče najti v sobi 40, z registrskimi številkami M & ME 1831, 11-1.78-159. Druge so posodili škotskim muzejem in občasnim razstavam. Vrste lesenih ali plastičnih replik so priljubljeni predmeti v prodajalnah muzeja.
Šahovske figure so bile na seznamu britanskih arheoloških najdb, ki so jih izbrali strokovnjaki v Britanskem muzeju za dokumentarni film BBC Television 2003 Our Top Ten Treasures leta 2003, ki ga je predstavil Adam Hart-Davis. Predstavljajo se v seriji BBC Radio 4, Zgodovina sveta v 100 predmetih (A History of the World in 100 Objects), kot številka 61, v razdelku »Statusni simboli«.
Razstava z naslovom Lewis Chessmen: Unmasked, ki vključuje figure iz nacionalnega muzeja Škotske in zbirke Britanskega muzeja, skupaj z drugimi predmeti, je leta 2010-2011 gostovala na Škotskem. Razstava je bila odprta v Edinburgu 21. maja 2010 in odšla v Aberdeen, Shetland in Museum nan Eilean v Stornoway, kjer je bila odprla 15. aprila 2011.
Razstava z naslovom Igra kraljev: srednjeveški šah iz slonovine s polotoka Lewis v The Cloisters v New Yorku je vsebovala 34 šahovskih figur, vse je posodil Britanski muzej. Razstava se je končala 22. aprila 2012.
3. aprila 2013 je bilo odobrenih 1,8 milijona evrov iz Evropskega sklada za regionalni razvoj, da bi preuredili grad Lewis na polotoku Lewis v Muzej. Za obnovo in spremembo lastništva gradu, ki je že skoraj petindvajset let zaprt, bodo porabili približno 14 milijonov funtov. Ko bodo končani, bo stalna razstava vključevala šest lewiških šahovskih figur.
- Zbirka nekaj figur z vrsto lovcev skakačev.
- Skakači na konjih (Britanski muzej).
- Hrbtna stran dame
- Kralj in dama s trdnjavo in skakačem za njima